# Badshot Lea F.C.
Câu lạc bộ bóng đá Badshot Lea là một câu lạc bộ bóng đá có trụ sở tại Badshot Lea, gần Farnham, Surrey, Anh. Câu lạc bộ hiện là thành viên của Isthmian League South Central Division và thi đấu tại Westfield Lane ở Wrecclesham.

## Lịch sử
Câu lạc bộ được thành lập vào năm 1904, mặc dù họ chỉ chơi các trận giao hữu cho đến khi liên kết với Hiệp hội Bóng đá Hạt Surrey năm 1907. Sau đó, đội chơi ở các giải địa phương trước khi tham gia Surrey Intermediate League, vô địch Division One mùa giải 1936-37 và một lần nữa vào mùa giải 1937-38. Họ lại vô địch giải đấu vào mùa giải 1985-86, giành quyền thăng hạng lên Surrey Premier League. Tuy nhiên, đội đã bị xuống hạng trở lại Surrey Intermediate League vào mùa giải tiếp theo sau khi xếp thứ hai cuối bảng.
Badshot Lea đã giành được Challenge Cup của giải đấu mùa giải 1987-88 và Invitation Cup vào mùa giải 1989-90. Đội đã xuống hạng ở Division Two, nhưng đã vô địch giải đấu vào mùa giải 1992-93. Đội đã vô địch Challenge Cup lần thứ hai vào mùa giải 2000-01. Năm 2003, đội chuyển đến Division One East của Hellenic League. Họ đã giành được Supplementary Cup vào mùa giải 2005-06, và sau khi về thứ ba vào mùa giải 2006-07 họ đã được thăng hạng lên Premier Division. Tuy nhiên, sau một mùa giải ở giải hạng nhất của Hellenic League, họ được chuyển đến Premier Division của Combined Counties League, hoán đổi giải đấu với AFC Wallingford. Mùa giải đầu tiên trong Combined Counties League cũng chứng kiến đội lần đầu tiên tham gia FA Vase.
Mùa giải sau đó, Badshot Lea có trận ra mắt tại Cúp FA, cuối cùng bị Ashford Town (Middlesex) đánh bại 10-0. Sau khi kết thúc ở vị trí thứ ba của Premier Division mùa giải 2016-17, câu lạc bộ đã xuống hạng đến Division One.

## Sân vận động
Câu lạc bộ đã chơi tại Badshot Lea Recreation Ground cho đến năm 2007, khi họ bị buộc phải rời đi do không tuân thủ các quy định về sân bãi. Sau đó, đội có nhiều năm thi đấu chung sân, chơi các trận sân nhà tại Cherrywood Road ở Farnborough, Weycourt của Godalming Town và Sân vận động Shawfield của Ash United. Câu lạc bộ đã chuyển đến Krooner Park của Camberley Town cho mùa giải 2017-18, trong đó câu lạc bộ bắt đầu tái phát triển Westfield Lane ở Wrecclesham, sân nhà cũ của Câu lạc bộ Bóng bầu dục Farnham. Trước mùa giải 2019-20, Badshot Lea chuyển đến Westfield Lane, chơi trận đầu tiên trên sân với Aldershot Town trong một trận giao hữu vào ngày 6 tháng 7.

## Danh hiệu
- Hellenic League
  - Vô địch Supplementary Cup 2005-06
- Surrey Intermediate League
  - Vô địch Division One 1936-37, 1937-38, 1985-86
  - Vô địch Division Two 1992-93
  - Vô địch Challenge Cup 1987-88, 2000-01
  - Vô địch Invitation Cup 1989-90
- Surrey Junior Cup
  - Vô địch 1937-38
- Kenny Warner Memorial Shield
  - Vô địch 2003-04, 2004-05
- Runwick Charity Cup
  - Vô địch 1937-38, 1986-87, 1988-89

## Kỉ lục
- Vị trí cao nhất giải quốc nội: thứ 6 ở Combined Counties Premier Division, 2010-11[5]
- Thành tích tốt nhất tại Cúp FA: Vòng loại thứ ba, 2012-13[5]
- Thành tích tốt nhất tại FA Vase: Vòng Ba, 2009-10[5]